# Laphria grossa
Laphria grossa är en tvåvingeart som först beskrevs av Fabricius 1775.  Laphria grossa ingår i släktet Laphria och familjen rovflugor. Inga underarter finns listade i Catalogue of Life.